# فريج العوضية
فريج العوضية هو حي جديد في المنامة عاصمة البحرين. يقع تقريبا بين رأس الرمان والحورة في حين أن سوق المنامة يقع إلى الغرب من فريج العوضية. استقر في الحي التجار الهولة خصوصا من لارستان وبستك. اليوم فإنها منطقة تجارية مزدحمة. الحي يحتوي على بعض المنازل القديمة المتميزة بأبراج منافذ الهواء المبنية على الطراز المعماري التقليدي.